# Kristina Lugn
 Gunhild Bricken Kristina Lugn  (Tierp, 14 de novembro de 1948 – 9 de maio de 2020) foi uma poeta e dramaturga sueca. Aborda a angústia e a náusea existencial com uma forte linguagem do dia-a-dia, salpicada de humor macabro. Foi membro da Academia Sueca.

## Academia Sueca
Lugn ocupou a cadeira 14 da Academia Sueca, de 2006 até a sua morte em 2020.

## Morte
Morreu no dia 9 de maio de 2020, aos 71 anos.